# إيفان سانتوس
إيفان سانتوس (بالإسبانية: Iván Santos Martínez)‏ هو دراج إسباني، ولد في 18 فبراير 1982 في Puebla de Lillo ‏ في إسبانيا.

## وصلات خارجية
- إيفان مارتينيز على موقع الاتحاد الدولي للدراجات (الإنجليزية)
- إيفان مارتينيز على موقع أرشيف الدراجات (الإنجليزية)
- إيفان مارتينيز على موقع إحصائيات الدراجات الإحترافية (الإنجليزية)
- إيفان مارتينيز على موقع نسبة الدراجات (الإنجليزية)